# Vincenzo Scarpetta
Vincenzo Scarpetta (Napoli, 19 giugno 1877 – Napoli, 3 agosto 1952) è stato un attore, regista, commediografo e compositore italiano.
Figlio di Eduardo Scarpetta, era fratellastro di Eduardo De Filippo, Peppino De Filippo e Titina De Filippo, oltre che dei meno noti Eduardo Passarelli e Pasquale De Filippo nonché nonno dell'attore Mario Scarpetta. Vincenzo Scarpetta, al ritiro dalle scene di suo padre, divenne capocomico della sua compagnia teatrale, sebbene schiacciato dall'ingombrante ombra del padre e dalla successiva affermazione dei fratellastri De Filippo e particolarmente di Eduardo; fu anche uno dei pionieri del cinema napoletano e italiano.

## Biografia
Vincenzo Scarpetta nacque a Napoli il 19 giugno 1877, ed era secondo genito di Eduardo Scarpetta e di Rosa De Filippo. Il suo debutto ufficiale avviene al teatro Mercadante di Napoli il 7 gennaio 1888 nei panni di Peppeniello con la prima rappresentazione di Miseria e nobiltà, scritta espressamente dal padre Eduardo per questa "iniziazione" teatrale.
Negli anni dell’adolescenza approfondisce lo studio della musica acquisendo anche una conoscenza e una padronanza dell’organico orchestrale tali da permettergli di musicare, con grande successo, commedie, riviste e canzoni.
Giovanissimo, appena diciassettenne, comincia a scrivere le sue prime commedie e nel 1896 entra a far parte in maniera stabile della compagnia paterna facendo anche da "maestro" e guida ai fratellastri Titina, Eduardo e Peppino De Filippo.
Agli inizi del 1910 Eduardo si ritira dalle scene e il figlio diventa capocomico e primo attore; alla morte del padre (29 novembre 1925), eredita la Compagnia e, pur continuando a scrivere e a rappresentare lavori sulla scia del repertorio paterno, accoglie anche altri autori come Costagliola e Chiaruzzi, di cui rappresenta 'A femmena (1925) e L'agnello pasquale (1926), entrambe tratte dal Boccaccio. Si avvicina, inoltre, a Luigi Chiarelli con Chello che simmo e chello che parimmo (1925) (tratta da La maschera e il volto) e a Pirandello, come testimonia la riduzione in napoletano di Liolà (1931), messa poi in scena nel 1935 dai De Filippo.
La compagnia Scarpetta lavora incessantemente in tutta l'Italia e i successi si susseguono grazie alla sua bravura e all’ottima compagine di artisti, tra cui i fratelli De Filippo: lo stesso Eduardo si fa le ossa con lui ed ottiene i primi riconoscimenti come "brillante".
Dalla metà degli anni venti e per tutti gli anni trenta torna alla rivista musicale, suo amore giovanile, genere che gli consente di esaltare le sue doti di attore raffinato, comico, trasformista e cantante. Dal 1939 diventa lo “scritturato illustre” dalla Compagnia di Raffaele Viviani con cui resterà fino al 1944: celebre è la messa in scena di Miseria e Nobiltà, in cui gli viene affidata la parte del cuoco Gaetano Semmolone.
Autore e riduttore di numerose commedie di successo, si ricorda, tirato da Colpo di fulmine (Un coup de foudre) di Léon Xanrof, 'O tuono 'e marzo (1911), per la celebre messa in scena del 1957 al San Ferdinando di Napoli e all'adattamento per la Rai di Eduardo De Filippo nel 1975. Scrisse inoltre La donna è mobile (1918), che fu uno dei suoi più grandi successi nonché opera d'esordio della Compagnia di Luca De Filippo nell'ottobre del 1981, con la regia di Eduardo.
Vincenzo Scarpetta fu anche uno dei pionieri del cinema napoletano e italiano. Fino a pochi anni fa non si aveva notizia di copie superstiti delle sue pellicole girate nel periodo del cinema muto. Negli ultimi anni, alcuni fortunati rinvenimenti, come quello di un film Il gallo nel pollaio del 1916 e alcune scene di Scarpetta e l'americana del 1918, hanno aperto uno spiraglio sulla sua attività di cineasta. Inoltre, il rinvenimento negli archivi della famiglia Scarpetta di un consistente nucleo di "sceneggiature" di film realizzati in quel periodo, in cui Vincenzo era sia attore e, a volte, "regista" (i termini "sceneggiatore" e "regista" non erano ancora in auge), hanno portato ad una considerazione nuova sulla sua attività cinematografica tanto da farlo ritenere come uno dei primi e originali autori del cinema muto italiano. La sua attività fu infatti precoce con opere realizzate prima del 1908 e proseguì per tutto il periodo del muto. Vincenzo lavorò con le migliori case di produzione italiane, come la Cines, e fu diretto da registi di tutto rispetto, come Enrico Guazzoni. Traspose per il cinema non solo alcune delle celebri commedie del padre, ma fu anche autore di molti dei soggetti che furono realizzati.
Fu inoltre attore cinematografico fin dal 1907. Ai tempi del cinema muto interpretò: Il suonatore di chitarra (1910), Marito distratto e moglie manesca (1910), Tutto per mio fratello (1911), tratto da una commedia del padre, Il gallo nel pollaio (1916) e Scarpetta e l'americana (girato nel 1916 ma uscito nel 1918), entrambi per la regia di Enrico Guazzoni, Le nozze di Vittoria (1917) di Ugo Falena, Scarpetta cerca moglie e Scarpetta vuol fumare (1920 c.a. per la Caesar film). Lavorò poi nei film sonori Gli ultimi giorni di Pompeo (1937), La dama bianca (1938) ed Eravamo sette vedove (1939), tutti diretti da Mario Mattoli, e nella seconda versione cinematografica di Miseria e nobiltà (1940), con la regia di Corrado D'Errico.

### Morte
Vincenzo Scarpetta muore il 3 agosto 1952 e oggi riposa nella cappella Scarpetta al Cimitero di Santa Maria del Pianto a Napoli.